# Mitteldeutscher Fußballpokal 1926/27
Der Mitteldeutsche Fußballpokal 1926/27 war erste Austragung des Fußballpokalwettbewerbs der Herren für den Bereich des Verband Mitteldeutscher Ballspiel-Vereine. Sieger der allerersten Ausgabe wurde der Chemnitzer BC durch einen 3:2-Sieg gegen den VfB Leipzig. Durch den Pokalsieg durfte der Chemnitzer BC an der Deutschen Fußballmeisterschaft 1926/27 teilnehmen. Der unterlegene Finalist aus Leipzig nahm als Mitteldeutscher Meister ebenfalls an der deutschen Fußballmeisterschaft teil.
Leider sind bis auf die letzten beiden Runden keine weiteren Partien bekannt.

## Halbfinale
Quelle:
|               | Ergebnis |            |
| ------------- | -------- | ---------- |
| Chemnitzer BC | 5:1      | SC Apolda  |
| VfB Leipzig   | 3:0      | 1. SV Jena |

## Finale
Quelle:
| VfB Leipzig   | VfB Leipzig         | Chemnitzer BC       | Chemnitzer BC |
| ------------- | ------------------- | ------------------- | ------------- |
| VfB Leipzig   | \| Ergebnis: 2:3 \| | \| Ergebnis: 2:3 \| | Chemnitzer BC |
| Ergebnis: 2:3 |                     |                     |               |